# Ariadna (cesarzowa)
Ariadna (ur. przed 457 rokiem, zm. 515) – była córką Aelii Weryny i cesarza wschodniorzymskiego Leona I.

## Życiorys
W roku 466 wyszła za mąż za Tarasicodissę, księcia Izaurów, który jako cesarz przybrał imię Zenon. Miała z nim syna – Leona II oraz córkę Helenę. Podczas panowania swego męża, Zenona Izauryjczyka, Ariadna była postacią o znacznych wpływach politycznych. Gdy 10 kwietnia 491 roku umarł Zenon, władzę po nim objęła tymczasowo Ariadna. Senatorzy i ważni dostojnicy zdecydowali, że ma wskazać nowego władcę. Wybrała wysokiego urzędnika dworskiego Flawiusza Anastazjusza, którego koronowano 11 kwietnia 491 roku. 20 maja 491 roku Ariadna wzięła z nim ślub i zachowała wszystkie swoje dotychczasowe przywileje i wpływy.